# Frankmusik
Vincent Frank (* 9. Oktober 1985 in London), bekannt als Frankmusik, ist ein britischer DJ und Elektropop-Musiker. Sein Durchbruch gelang ihm 2009 mit seinem Album Complete Me.

## Leben und Wirken
Frank stammt aus dem Süden Londons, aus Croydon, und hatte erste Erfolge als Beatboxer unter dem Namen Mr Mouth. Nach seiner Schulzeit hatte er am St Martins College und am London College of Fashion studiert und beide Male abgebrochen, um sich schließlich auf die Musik zu konzentrieren.
Mit David Nordland gründete er das Label Apparent Records, wo er im Herbst 2007 seine erste EP Frankisum veröffentlichte. Dadurch wurde Universal / Island Records auf ihn aufmerksam und nahm ihn unter Vertrag. Im folgenden Jahr erschien seine zweite EP 3 Little Words sowie seine Debütsingle In Step. Darüber hinaus erstellte er auch Remixe für Alphabeat (Fascination, 10,000 Nights), Mika (Relax) und die Pet Shop Boys (Love Inc.).
Für 2009 wurde dann sein Debütalbum vorbereitet und zusammen mit Stuart Price produziert. Frankmusik kam als erfolgversprechender Newcomer in die engere Auswahl für die berühmte Sound-of-2009-Prognose der BBC. Die ursprünglich für März geplante Albumveröffentlichung wurde verschoben, die Single Better Off As Two erreichte aber im April erstmals die UK-Charts. Dazu war er alleine und mit Alphabeat, Sam Sparro und Keane auf Tour. Vor der Veröffentlichung des Albums Complete Me Anfang August 2009 erschien vorab die Single Confusion Girl, die sein zweiter UK-Top-40-Hit wurde. Mit dem Album erreichte er anschließend Platz 13 der UK-Charts.

## Diskografie
Alben
- The Heath of Thornton (Demos, 2008)
- Complete Me (2009)
- Do It in the AM (2011)
- Between (2013)
- By Nicole (2014)
- For You (2015)
- Day Break (2016)
- Night Shift (2017)
- AW17 (2017)
- Stephanie (2020)
- Carissimi (2022)
- Nobody (2024)

EPs
- Frankisum (2007)
- Moongazer (2014)
- SS17 (2017)

Singles
- In Step (2008)
- Better Off As Two (2009)
- Confusion Girl (2009)
- Do It in the AM (feat. Far East Movement, 2011)
- No I. D. (feat. Colette Carr, 2011)
- No Champagne (feat. Natalia Kills, 2011)